# The Dubliners
The Dubliners var en irländsk folkmusikgrupp.
Gruppen bildades 1962, och gjorde sig ett namn genom att regelbundet spela på puben O'Donoughue's i Dublin. Grundarmedlemmarna var  Ronnie Drew (sång, spansk gitarr), Luke Kelly (sång, banjo), Ciarán Bourke (sång, gitarr, tennflöjt, munspel) och Barney McKenna (banjo). John Sheahan, en violinist och munspelare som brukade spela på O'Donoughue's, blev medlem 1965.
The Dubliners blev välkända inte bara på Irland, utan även i övriga Europa och i mindre grad i USA. De var en av de första grupperna som spred irländsk folkmusik utanför Irland. 
Ronnie Drew har spelat in skivor med den norska gruppen Bergeners, två sånger:
"Sky is the limit" och "Verablæs du fagre øy", båda av trubaduren Fred Ove Reksten, Bergen, Norge. "Sky is the limit" blev nummer 4 på Europatoppen 1978.
Gruppen gjorde en bejublad föreställning på the Gaetiy Teather 2002 då de firade 40 år som grupp. På scenen fanns förutom John Sheahan och Barney McKenna även Seán Cannon (sång, gitarr), Paddy Reilly (sång, gitarr) Eamonn Campbell (gitarr) och de forna medlemmarna Jim McCann (sång, gitarr) och Ronnie Drew.
2012 avled Barney McKenna och de övriga förutom Ronnie Drew, som även han avlidit 2008, beslutade att göra en avskedsturné, då de samtidigt hade 50-årsjubileum som grupp. Även Jim McCann medverkade, trots att han inte spelat med gruppen sedan 1979.
Jim McCann avled 2015. De kvarvarande medlemmarna, med undantag för John Sheahan, samt med Gerry O’Connor som ny medlem, bildade en ny gruppkonstellation och fortsatte att turnera under namnet The Dublin Legends. Sedan Patsy Watchorn lämnade denna grupp 2014 och Eamonn Campbell avlidit 2017 återstår där endast Seán Cannon som tidigare medlem i The Dubliners. 

## Bandmedlemmar
- Ronnie Drew – sång, gitarr (1962–1974, 1979–1995; död 2008)
- Luke Kelly – sång, banjo (1962–1965, 1965–1983; död 1984)
- Ciarán Bourke – gitarr, bleckflöjt, munspel (1962–1974; död 1988)
- Barney McKenna – irländsk tenorbanjo, mandolin, munspel, dragspel, sång (1962–2012; död 2012)
- John Sheahan – violin, mandolin, bleckflöjt, concertina (1964–2012, 2020)
- Bobby Lynch – sång, gitarr (1964–1965; död 1982)
- Jim McCann – sång, gitarr (1973, 1974–1979, 1984, 1987, 2002; död 2015)
- Seán Cannon – sång, gitarr (1982–2012, 2020)
- Eamonn Campbell – gitarr, mandolin (1984, 1988–2012; död 2017)
- Paddy Reilly – sång, gitarr (1984, 1995–2005)
- Patsy Watchorn – sång, banjo, bodhrán (2005–2012)
- Paul Watchorn – sång, banjo (2020)
- Shay Kavanagh – gitarr (2020)
- Gerry O'Connor – irländsk tenorbanjo (2005, 2012, 2020)

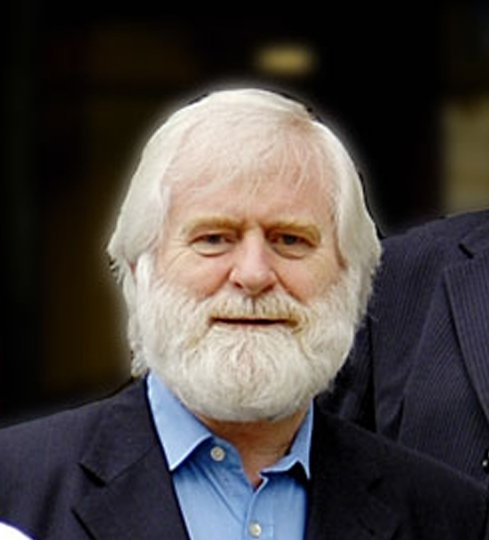
John Sheahan
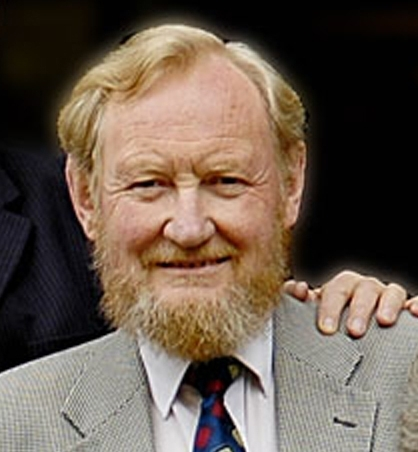
Sean Cannon
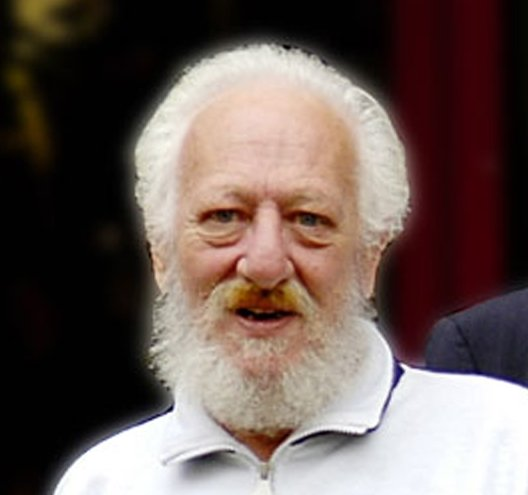
Eamonn Campbell
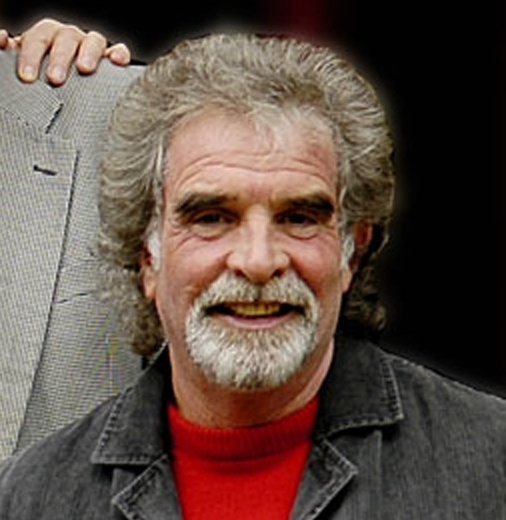
Patsy Watchorn